# 伍茲敦 (新澤西州)
伍茲敦（英語：Woodstown）是位於美國新澤西州塞勒姆縣的自治市鎮。

## 人口
根據2020年美國人口普查的數據，伍茲敦的面積為4.18平方千米，當中陸地面積為4.08平方千米，而水域面積為0.10平方千米。當地共有人口3678人，而人口密度為每平方千米880人。